# Олимпийский комитет Колумбии
Олимпийский комитет Колумбии (исп. Comité Olímpico Colombiano; уникальный код МОК — COL) — организация, представляющая Колумбию в международном олимпийском движении. Штаб-квартира расположена в Боготе. Комитет основан в 1936 году, в 1948 году был принят в МОК, является членом ПАСО, организует участие спортсменов из Колумбии в Олимпийских, Панамериканских играх и других международных соревнованиях. 